# Idioma patashó
El patashó-hãhãhãi o pataxó es una lengua indígena de Brasil, fragmentaria testimoniada que pertenece a la subfamilia mashakalí de las lenguas macro-yê.

## Descripción lingüística
Existen dos variantes de la lengua pataxó, el dialecto meridional (pataxó del Sur) y el dialecto septentrional (pataxó del Norte). Este artículo compara estos dos dialectos. 

### Dialectos
Del dialecto meridional o pataxó, propiamente dicho, se conocen solo una lista de 89 palabras recogidas por el príncipe Maximiliano de Wied-Neuwied en su viaje entre 1815-1817 por la costa este de Brasil. El príncipe Wied-Neuwied obtuvo probablemente sus datos de los habitantes de Rio Prado, con los que se encontró en el curso de sus viajes. Estos pataxó con los que se encontró formaban parte del grupo meridional, y hablaban el dialecto ubicado a 225 kilómetros de la punta más meridional de Bahía junto al Río da Santa Cruz. Este grupo de pataxós meridionales estaba separado del grupo de pataxós septentrionale spor una franja de 100 kilómetros en ese momento ocupada por los hablantes de botocudo. 
El grupo septentrional hablaba el dialecto Hãhãhãi, actualmente severamente amenazado. Este dialecto se conoce solo por listas breves de vocabulario:
1. Una lista de 70 palabras decogidas por el coronel Antonio Medeiros de Azevedo que las obtuvo por elicitación en 1936 de unos residentes de P. I. Paraguaçu, cerca de la localidad de Itaju do Colonia.
2. Una lista de 162 palabras recogida en 1961 en la misma área por Wilbur Pickering del SIL International[5] y
3. Un conjunto de unas 100 palabras grabadas por Aracy López da Silva y Urban en 1982, que fueron elicitadas por uno de los que se supone eran los últimos hablantes de hãhãhãi, que vivía también en P. I. Paraguaçu.

De las palabras disponibles en los dialectos meridional y septentrional, solo 35 palabras están en ambas listas, y de estas solo 26 son comparables, siendo 21 de ellas cognados probables.

### Comparación léxica
Esta sección considera la lista de cognados que aparecen en las diversas listas de vocabulario del patashó y el hãhãhãi, aunque existe una clara relación entre ambos la divergencia es notable y es posible que como lenguas habladas fueran solo parcialmente inteligibles ambas variantes.
| GLOSA       | Wied-Neuwied (1815-16) | Azevedo (1936) | Pickering (1961) | Urban (1982) |
| ----------- | ---------------------- | -------------- | ---------------- | ------------ |
| 'flecha'    | pohoi                  | poˈhoi         | ˈbohoi bʔoˈhoi   | poˈhoi       |
| 'hacha'     | kaxə                   |                | ʌɣʌ              |              |
| 'cama'      | mip(čap)               | miˈ(nã)        | ˈmim(nʌ)         |              |
| 'arco'      | poitaŋ                 | poˈkei         | bʔoˈkʔʌ̃i         |              |
| 'sangre'    | enghɛm                 |                | ˈʌ̃heb            |              |
| 'canoa'     | mibkoi                 |                | 'Mmimpʔoi        |              |
| 'maíz'      | pasčon                 | bahuˈčau       | bʔahobčab        |              |
| 'morir'     | (nok)čon               |                | ʌču(kú)          |              |
| 'tierra'    | aham                   | haˈm(iko)      | ˈhahʌ̃m           |              |
| 'ojo'       | aŋgwa                  | aˈwa           |                  | aˈwa         |
| 'pez'       | maham                  | maˈhãmi        |                  | maˈhãm       |
| 'cabeza'    | atpatoi                | amakoˈ(hai)    | ʌmbʌˈkoi         | ãmbʌˈko(hai) |
| 'cuchillo'  | amanai                 |                | ʌ̃mʌ̃gʌ̃i           | hãmãˈŋgãi    |
| 'hígado'    | akiopkanai             |                | ˈčʌmʌŋgʌ̃i        | čamʌ̃ŋgai     |
| 'mandioca'  | kohom                  | ohei           | uˈhũi            | uˈhui        |
| 'madre'     | atən                   | akei           | ɛ̃ŋkʔʌi           | ɛ̃ˈkəi        |
| 'cuello'    | mai                    |                | (ʌ̃ˈči)pai        | (ači)pãi     |
| 'paca'      | čapa                   |                | ˈtapa            |              |
| 'hermano/a' | ehɛ (f.)               | apu (m.)       | ãhũi             |              |
| 'tapir'     | amaxə                  | hamahei        | hʌmʌhʌ̃i          | hãmʌ̃həi      |
| 'muslo'     | ča(kepke)ton           | aˈčɛko         |                  | aˈčɛko       |

Entre la primera columna (pataxó) y las otras tres (hãhãhãi) se observan algunas correspondencias regulares p:p/b, t:k, x:h, x:ɣ algunas pérdidas de nasales, pero en general los sonidos se corresponden en alto grado.